# Siège de Gray (1674)
Pour les articles homonymes, voir Siège de Gray.
Guerre de Hollande
Batailles
- Groenlo (06-1672)
- Solebay (06-1672)
- Coevorden (06-1672)
- Nimègue(07-1672)
- Groningue (07-1672)
- Saint-Lothain (02-1673)
- Schooneveld (1re) (06-1673)
- Maastricht (06-1673)
- Schooneveld (2de) (06-1673)
- Texel (08-1673)
- Bonn (11-1673)
- Arcey (01-1674)
- Pesmes (02-1674)
- Gray (02-1674)
- Scey-sur-Saône (03-1674)
- Chariez (03-1674)
- Vesoul (03-1674)
- Arbois (03-1674)
- Orgelet (03-1674)
- Besançon (04-1674)
- Dole (05-1674)
- Sinsheim (06-1674)
- Salins (06-1674)
- Belle-Île (06-1674)
- Lure (07-1674)
- Faucogney (07-1674)
- Sainte-Anne (07-1674)
- Fort-Royal (07-1674)
- Seneffe (08-1674)
- Entzheim (10-1674)
- Mulhouse (12-1674)
- Turckheim (01-1675)
- Stromboli (02-1675)
- Fehrbellin (06-1675)
- Salzbach
- Consarbrück
- Alicudi
- Agosta
- Palerme
- Maastricht
- Philippsburg
- Valenciennes
- Cambrai
- Saint-Omer
- Tobago
- La Peene (Cassel)
- Ypres
- Rheinfelden (07-1678)
- Saint-Denis

Le siège de Gray de 1674 est une bataille de la guerre de Hollande que subit la cité de Gray, dans le comté de Bourgogne (Franche-Comté), du 23 au 28 février 1674. Dernier siège de l'histoire de la ville de Gray, il oppose les Français aux Espagnols auxquels la ville appartient. Ce siège est mené dans le cadre de la deuxième conquête de la Franche-Comté.

## Contexte
L'événement se déroule en pleine guerre de Hollande (1672-1678) à la fin de la seconde conquête par Louis XIV de la Franche-Comté qui dépend alors de Charles II, roi d'Espagne, comte-souverain de Bourgogne.
Durant l'hiver 1673-1674, la menace d'une nouvelle invasion française se précise : Louis XIV attaque toute la Franche-Comté. Avec une armée de 10 000 hommes, le duc de Navailles est chargé d'attaquer les villes de Pesmes, Gy, Marnay, Saint-Loup, Lons le Saunier, Vesoul et Gray.
La défense de la ville est confiée à Jean-François de Massiet, un colonel des Pays-Bas espagnols qui s'est illustré lors de la bataille de Saint-Lothain un an plus tôt. Il est secondé par le major espagnol Hernando Hernandes et le vicomte Odon Hugon, maire de la ville. La plus grande partie des troupes dans Gray sont des miliciens comtois.
La ville de Gray avait auparavant de puissantes fortifications érigées par l'ingénieur Précipiano. Mais les français en avaient déjà détruit une partie en 1668. Les espagnols avaient ensuite  ordonné leurs reconstruction et en 1674 leur état est jugé acceptable.

## Déroulement des combats

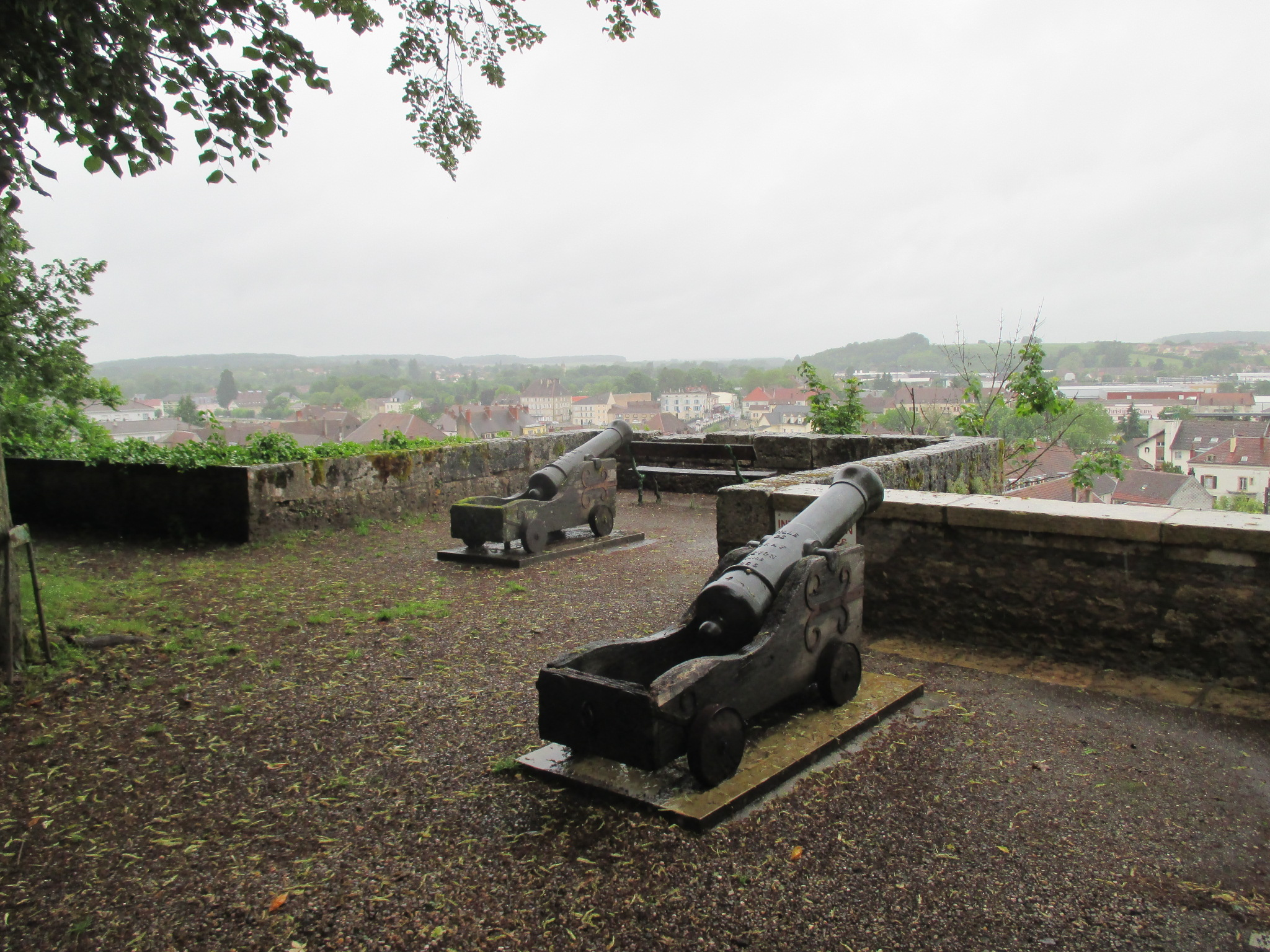
Vue de Gray depuis le château

Le duc de Navailles quitte Pesmes avec ses troupes le 23 février à 6 h 00 du matin. Quelques heures après, les premiers éléments de cavalerie sont aperçus du côté de Gray-la-Ville. L'infanterie arrive ce même jour, incendiant plusieurs maisons et villages sur son passage. Les assiégés tentent une attaque de cavalerie qui sera refoulée. Navailles installe son quartier-général à Gray-la-Ville.
Le 24, les Français ont pris pied de l'autre côté de la Saône et installent leurs batteries d'artillerie. Dans la nuit les Comtois dirigés par le lieutenant de dragons Duguay, attaquent par surprise une des batteries d'artillerie française tenue par une trentaine d'hommes : neuf Français parvinrent à s'échapper, les autres sont morts ou faits prisonniers.
Le lendemain, galvanisés par leur victoire nocturne, les Comtois tentent une sortie au sud, par le quartier des Capucins et la porte haute. L'attaque est refoulée mais les Français sont impressionnés par leur combativité. Dans la nuit, des tirs de mousquets sont échangés de part et d'autre.
Le 26, l'artillerie commence son pilonnage qui durera toute la journée, soit 600 volées de canon, qui endommagent grandement les fortifications et les églises de la ville et provoque un effet psychologique sur la population. Dans la nuit les Français se rapprochent considérablement des remparts mais la réalisation des tranchées est ralentie par le mauvais temps.
Le 27 est la journée décisive : à la tombée de la nuit c'est l'assaut. Des centaines de grenades, lancées par le régiment de grenadier Lyonnais sont lancées sur les défenseurs comtois. Pendant quatre heures, un combat furieux s'engage et à minuit les Français sont maîtres de la contrescarpe. Plusieurs centaines de morts sont à déplorer des deux côtés. Massiette veut continuer le combats mais ses officiers sont d'avis d'abandonner. Il retourne néanmoins au front et tente de mener une nouvelle attaque. Mais arrivé sur les remparts il ne peut que constater la débandade des troupes de la ville, démoralisées. Les combats continuent néanmoins, mais progressivement le « sauve-qui-peut » devient général. Mais cette retraite générale crée un effet inattendu : les Français, habitués à une âpre résistance, croient alors à un piège et stoppent leur attaque. Les défenseurs auront, grâce à cela, la vie sauve : les assaillants ne rentreront pas dans la ville. À 2 h du matin une capitulation est signée.
Le lendemain, les troupes espagnoles et allemandes évacuent la ville et doivent quitter le comté de Bourgogne.

## Conséquences
La prise de Gray permet à Navailles d'envahir le reste du bailliage d'Amont (Haute-Saône), notamment par l'attaque de la ville de Vesoul, mais également le Jura lors de la prise de Lons-le-Saunier. Elle représente également la perte d'une des trois principales réserves de troupes, avec Salins et Besançon, de la Franche-Comté.
Tout comme Dole et Salins, Gray ne se remettra jamais du siège et de la conquête française. Ville majeure du comté de Bourgogne et siège des gouverneurs, elle ne jouera plus aucun rôle dans la Franche-Comté française, devenant une ville de second plan, au bénéfice de Vesoul. Ses remparts seront détruits en représailles, dans les années suivantes : il n'en reste presque plus rien aujourd'hui. Subsistent encore quelques pans des différents bastions: celui du bastion sud-ouest dit "de l'arsenal", rue Révon, un du bastion est dit "du Boulevard" dans la cour de l'actuel Hôtel-Dieu et un du bastion sud-est dit "de la visitation", rue du Commandant Cécile.